# 織田善右衛門
織田 善右衛門（おだ ぜんえもん、生年不詳 - 元亀元年（1570年））は戦国時代の武将。織田氏の家臣。

## 略歴
『織田系図』に織田刑部大輔の四男で中川重政らの弟として記されている。元亀元年（1570年）4月、越前国金ヶ崎で討死したという。